# Cucut bronzat lluent
El cucut bronzat lluent (Chrysococcyx lucidus) és una espècie d'ocell de la família dels cucúlids (Cuculidae) que habita selva, bosc, matolls, horts i ciutats d'Austràlia, des de Queensland cap al sud fins a Victòria (Austràlia), i, cap a l'oest fins al sud d'Austràlia Meridional, sud-oest d'Austràlia Occidental, localment al Territori del Nord, illes Vanuatu i Loyauté, Nova Caledònia, Illes Salomó, Nova Zelanda, illes Chatham, illes Petites de la Sonda i Nova Guinea.